# Uri Orlev
Uri Orlev (hebraisk: אורי אורלב) (født Jerzy Henryk Orlowski 24. februar 1931 i Warszawa, Polen, død 25. juli 2022) var en prisbelønnet israelsk børnebogsforfatter og oversætter af polsk-jødisk oprindelse. Han overlede krigsårene i Warszawaghettoen og Bergen-Belsen-koncentrationslejren, hvortil han blev sendt, efter at hans mor blev skudt af nazisterne. Efter krigen flyttede han til Israel. Han begyndte at skrive børnelitteratur i 1976, skrev over 30 bøger, som ofte er selvbiografiske. Hans bøger er blevet oversat fra hebraisk til 25 sprog, mens han selv også oversatte polsk litteratur til hebraisk. En af hans mest kendte værker er den semi-selvbiografiske Øen i Fuglegaden, som han også tilpassede til et skuespil og filmen Øen i Fuglegaden.
I 1996 modtog Orlev den internationale børnebogspris H.C. Andersen-medaljen.